# Таскиован
Таскиован (англ. Tasciovanus) — правитель племени катувеллаунов.
Около 20 до н. э. Таскиован основал на реке Вер поселение Верламион — «селение над болотом», служившее катувеллаунам столицей, где также чеканилась монета. Приблизительно в 10 году до н. э. Таскиован чеканил монеты в Камулодуне. Во время римского завоевания в 43 году н. э. Верламион был переименован в Веруламий (нынешний Сент-Олбанс).
Таскиован оставил своё имя на монетах. Его более поздние монеты — римского стиля, на некоторых из которых есть портрет, очень напоминающий императора Августа. Среди изображений на этих монетах встречаются лошадь, всадник, Пегас, кентавр, бык, кабан и орёл. Основным местом чеканки был Веруламиум, и он обозначен на многих его монетах. Известны золотые статеры, четверть-статеры, серебряные монеты и два вида бронзовых монет.
Поражение, которое римляне потерпели на Рейне в 17 г. до н. э., видимо, способствовало тому, что Таскиован решился начать наступление на восточных границах своего царства. Однако появление самого Августа в Галлии в 16 г. до н. э. заставило вождя катувеллаунов оставить своё намерение и удалиться из Камулодуна.
По мнению Ш. Фрера, этими обстоятельствами объясняется незначительное число монет Таскиована, выпуск которых носит отметку чекана в Камулодуне. Хотя катувеллауны не решались больше переходить границы владений триновантов, но они продолжали расширять свою территорию по другим направлениям: при Таскиоване их царство простиралось от Нортемптоншира на севере до Темзы на юге и, может быть, даже включало часть Кентана запад от Мидвея. На некоторых монетах Таскиована появляется кельтский титул Rigonus, который, видимо, соответствовал латинскому Rex.
Сын Таскиована, король Кунобелин, жил с 5 по 40 годы н. э.